# كين بودن
كين بودن (بالإنجليزية: Ken Boden)‏ (5 يوليو 1950 في المملكة المتحدة - ) هو لاعب كرة قدم أسترالي في مركز الوسط. شارك مع منتخب أستراليا لكرة القدم. أما مع النوادي، فقد لعب مع سكونثورب يونايتد وشيفيلد يونايتد ونادي دونكاستر روفرز ونادي سيدني يونايتد 58 وهال سيتي وماتلوك تاون ‏ وهاكواه سيدني سيتي إيست ‏ وبريدلينغتون تاون ‏ وNewcastle KB United ‏.

## وصلات خارجية
- كين بودن على موقع الاتحاد الدولي (مؤرشف)  (الإنجليزية)
- كين بودن على موقع قاعدة بيانات كرة القدم.إي يو (الإنجليزية)
- كين بودن على موقع ناشيونال فوتبول تيمز (الإنجليزية)